# STARTTLS
STARTTLS（スタート・ティーエルエス）は、平文の通信プロトコルを暗号化通信に拡張する方法のひとつ。Opportunistic TLS（日和見TLS）あるいはExplicit TLS（明示的TLS）とも呼ばれる。

## 特徴
暗黙のTLS（またはSSL。以下単にTLS）では、暗号化通信のために専用のポートを割り当てなければならない。STARTTLSを利用すれば、専用のポート番号を割り当てずに、途中から平文の通信を暗号化通信に切り替えることができる。
TLSはアプリケーション中立である。例えば、TLS 1.2の仕様書である RFC 5246 では以下のように述べられている。

## プロトコルのSTARTTLS対応
| プロトコル | 用途                       | RFC      | 通常ポート (STARTTLS) | SSL   | SSLポート |
| ---------- | -------------------------- | -------- | --------------------- | ----- | --------- |
| SMTP       | 電子メール送信             | RFC 3207 | 25/587                | SMTPS | 465       |
| POP3       | 電子メール受信             | RFC 2595 | 110                   | POP3S | 995       |
| IMAP       | 電子メール受信             | RFC 2595 | 143                   | IMAPS | 993       |
| NNTP       | ネットニュース             | RFC 4642 | 119/433               | NNTPS | 563       |
| LDAP       | ディレクトリ・サービス     | RFC 4511 | 389                   | LDAPS | 636       |
| FTP        | ファイル転送               | RFC 4217 | 21                    | FTPS  | 990       |
| XMPP       | インスタントメッセンジャー | RFC 4217 | 5222                  |       | 5223      |

このうち、POP3、IMAP、SMTPについては、RFC 8314 でSTARTTLSよりもImplicit TLS（暗黙のTLS、個別のポートを使用）の使用が推奨となっている。

## SMTPにおけるSTARTTLS
TLSを使う方法は、TLSと同レイヤで動作するその他のプロトコルと同様であり、複数のTLSライブラリ実装でサポートされている。
TLSのSMTP拡張 (RFC 3207) で、クライアント（以下ではCとする）とサーバ（以下ではSとする）がセキュアなセッションを開始するまでのやりとりは、例えば次のようになる。
```
  S: 
<
TCPポート25番で接続要求を待つ
>

  C: 
<
接続をオープンする
>

  S: 220 mail.example.org ESMTP service ready
  C: EHLO client.example.org
  S: 250-mail.example.org offers a warm hug of welcome
  S: 250 STARTTLS
  C: STARTTLS
  S: 220 Go ahead
  C: 
<
TLSネゴシエーションを開始
>

  C & S: 
<
TLSのネゴシエーション
>

  C & S: 
<
ネゴシエーションの結果を確認
>

  C: EHLO client.example.org
[
注釈 1
]

  …
```

最後のEHLOコマンドはセキュアチャネルを通じて送られる。SMTP認証を利用する場合は、セキュアチャネルが開かれた後であれば、サーバからの応答をAUTH PLAINで送信しても問題ない。
2011年10月現在、STARTTLSをメール送信のために提供しているフリーメールサービスにはGmailとiCloudがある。

## 限界
両エンドが1対1でセッションを構築するTLSをメールの通信に利用しても、間欠的な通信や他のサーバによる中継を前提とした電子メールでは、ホップ間のセキュリティは確保することができるものの、
- メール側でTLS経由を指示するような情報はなく、すべての中継でTLSが使われる保証をする方法がない[6]
- 公開されるメールサーバの場合、TLS接続によって受信することを強制することはできず[7]、平文で行われるSTARTTLSの部分を改竄してしまえば、あとの通信も平文で行われてしまう[6]。2014年には、インターネットサービスプロバイダによるSTARTTLSの妨害も報告されている[8]。
- DNS偽装が行われた場合、全ホップのTLS接続を保ったまま中間者攻撃を成立させられる[9]。

など、電子メールの完全性や機密性の担保、送信者認証などはいずれも実現することができない。電子メールに対してこれらの保護を適用するには、S/MIMEなど、上位層で行うことが必要となる。